# Tsatsiki
Tsatsiki is een reeks kinderboeken van de Zweedse schrijfster Moni Nilsson-Brännström over een half Grieks, half Zweeds jongetje dat een aantal avonturen beleeft in Stockholm. 

## Serie
Deze boeken zijn, vertaald door Clementine Luijten, verschenen in het Nederlands, 
- Tsatsiki
- Tsatsiki in Griekenland
- De wereld van Tsatsiki
- Tsatsiki en Retzina
- Tsatsiki buitenspel
- Tsatsiki geen zin meer

Deze boeken zijn verschenen in het Zweeds:
- Tsatsiki och Morsan
- Tsatsiki och Farsan
- Tsatsiki och Retzina
- Bara Tsatsiki
- Tsatsiki och kärleken